# Organodesma psapharogma
Organodesma psapharogma är en fjärilsart som beskrevs av Edward Meyrick 1936. Organodesma psapharogma ingår i släktet Organodesma och familjen äkta malar.
Artens utbredningsområde är Kongo-Kinshasa. Inga underarter finns listade i Catalogue of Life.